# Sericopelma upala
Sericopelma upala är en spindelart som beskrevs av Valerio 1980. Sericopelma upala ingår i släktet Sericopelma och familjen fågelspindlar.
Artens utbredningsområde är Costa Rica. Inga underarter finns listade i Catalogue of Life.